# Венцлав (Свідвинський повіт)
Венцлав (пол. Więcław) — село в Польщі, у гміні Бжежно Свідвинського повіту Західнопоморського воєводства.
Населення — 136 осіб (2011).

## Демографія
Демографічна структура станом на 31 березня 2011 року:
|          | Загалом | Допрацездатний вік | Працездатний вік | Постпрацездатний вік |
| -------- | ------- | ------------------ | ---------------- | -------------------- |
| Чоловіки | 73      | 14                 | 53               | 6                    |
| Жінки    | 63      | 11                 | 35               | 17                   |
| Разом    | 136     | 25                 | 88               | 23                   |